# 배천 강씨
배천 강씨(白川姜氏)는 황해남도 배천군을 본관으로 하는 한국의 성씨이다.
시조는 강공보(姜公輔)는 복흥군(復興君)에 봉해졌다고 한다.

## 참고 자료
- “배천강씨(白川姜氏”. 뿌리를 찾아서.[깨진 링크(과거 내용 찾기)]